# Stenostomum unicolor
Stenostomum unicolor är en plattmaskart. Stenostomum unicolor ingår i släktet Stenostomum och familjen Stenostomidae. Inga underarter finns listade i Catalogue of Life.